# Gran Premi d'Alemanya del 1969
Resultats del Gran Premi d'Alemanya de Fórmula 1 de la temporada 1969, disputat al circuit de Nürburgring el 3 d'agost del 1969.

## Resultats
Per incrementar el nombre de participants, els organitzadors van obrir la carrera als vehicles de la Fórmula 2 (marcats amb fons de color) encara que aquests no es tinguessin en compte de cara a les classificacions del campionat.
| Pos | No | Pilot                | Equip          | Voltes | Temps/ Retirada       | Pos. de sortida | Punts |
| --- | -- | -------------------- | -------------- | ------ | --------------------- | --------------- | ----- |
| 1   | 6  | Jacky Ickx           | Brabham - Ford | 14     | 1h 49' 55. 4          | 1               | 9     |
| 2   | 7  | Jackie Stewart       | Matra - Ford   | 14     | + 57.7 s              | 2               | 6     |
| 3   | 10 | Bruce McLaren        | McLaren - Ford | 14     | + 3' 21.6 min.        | 8               | 4     |
| 4   | 2  | Graham Hill          | Lotus - Ford   | 14     | + 3' 58.8 min.        | 9               | 3     |
| 5   | 26 | Henri Pescarolo      | Matra - Ford   | 14     | Guanyador de la F2    | 13              |       |
| 6   | 29 | Richard Attwood      | Brabham - Ford | 13     |                       | 20              |       |
| 7   | 20 | Kurt Ahrens          | Brabham - Ford | 13     |                       | 19              |       |
| 8   | 22 | Rolf Stommelen       | Lotus - Ford   | 13     |                       | 22              |       |
| 9   | 31 | Peter Westbury       | Brabham - Ford | 13     |                       | 18              |       |
| 10  | 30 | Xavier Perrot        | Brabham - Ford | 13     |                       | 24              |       |
| 11  | 11 | Jo Siffert           | Lotus - Ford   | 12     | Suspensions           | 4               | 2     |
| 12  | 8  | Jean Pierre Beltoise | Matra - Ford   | 12     | Suspensions           | 10              | 1     |
| Ret | 9  | Denny Hulme          | McLaren - Ford | 11     | Transmissió           | 5               |       |
| Ret | 15 | Jackie Oliver        | BRM - Ford     | 11     | Pèrdua d'oli          | 16              |       |
| Ret | 2  | Jochen Rindt         | Lotus - Ford   | 10     | Encesa                | 3               |       |
| Ret | 28 | François Cevert      | Tecno - Ford   | 9      | Rodes                 | 14              |       |
| Ret | 27 | Johnny Servoz-Gavin  | Matra - Ford   | 6      | Motor                 | 12              |       |
| Ret | 16 | Jo Bonnier           | Lotus - Ford   | 4      | Pèrdua de combustible | 23              |       |
| Ret | 17 | Piers Courage        | Brabham - Ford | 1      | Accident              | 7               |       |
| Ret | 12 | Vic Elford           | McLaren - Ford | 0      | Accident              | 6               |       |
| Ret | 3  | Mario Andretti       | Lotus - Ford   | 0      | Accident              | 15              |       |
| NVS | 14 | John Surtees         | BRM            |        | No va sortir          | 11              |       |
| NVS | 24 | Gerhard Mitter       | BMW            |        | Accident Mortal       | 25              |       |
| NVS | 23 | Hubert Hahne         | BMW            |        | No va sortir          | 17              |       |
| NVS | 25 | Dieter Quester       | BMW            |        | No va sortir          | 21              |       |
| NVS | 21 | Hans Herrmann        | Lotus - Ford   |        | No va sortir          |                 |       |

## Altres
- Pole: Jacky Ickx 7' 42. 1
- Volta ràpida: Jacky Ickx 7' 43. 8 (a la volta 7)